# Tătari bugeaceni
Tătarii bugeaceni (Nogaii bugeaceni) sunt un popor turcic puțin numeros, constituit pe teritoriul Bugeacului (sudul Basarabiei), prin amestecarea câtorva triburi turcice nomade, principalul fiind cel nogaic, strămutat de calmâcii din Caucaz, care sa așezat de-a lungul secolelor XVI–XVIII (1484–1728) în stepa din sud-estul Basarabiei. 
De asemenea, înaintea acestor tătari au existat alte valuri nomade turcice, cum ar fi cele ale cumanilor și pecenegilor. În Bugeac periodic vedeau tătarii din Crimeea, care cumpărau de la aceștia prizonieri, capturați se presupune mai ales de pe teritoriul principatului Moldovei. În 1569 stepa între gurile Nistrului și Dunării a fost simbolic recunoscută ca proprietate a nogailor, de către sultanul Suleiman al II-lea. Numele său tătarii bugeaceni l-au primite în Ucraina și Podolia, asupra cărora aceștia la fel descindeau în scopul de jaf și captură de prizonieri în sclavie.